# Batalla de Satala (530)
La batalla de Satala fue librada entre las fuerzas del Imperio Romano de Oriente (bizantinos) y el Imperio sasánida (persas) en el verano de 530 cerca de Satala, en la Armenia bizantina. El ejército persa se aproximó a la ciudad para poner sitio, cuando fueron atacados en la parte trasera por una pequeña fuerza bizantina. Los persas retornaron para contraatacar a los bizantinos, pero luego fueron atacados por el ejército principal llegado desde el interior de la ciudad. El ataque determinado de una unidad bizantina condujo a la pérdida del estandarte del general persa, causando el pánico entre ellos al retirarse.

## Antecedentes
En la primavera de 530, el ataque persa en Mesopotamia se encontró con la derrota en la batalla de Dara. Al mismo tiempo, los persas habían ganado terreno en el Cáucaso, después de haber sometido Iberia e invadido Lázica. El sha persa, Kavad I, decidió tomar ventaja de esto y envió un ejército en las provincias armenias de Bizancio. Para esta misión, eligió al general Merméroes.
Merméroes comenzó a reunir sus fuerzas cerca de la frontera de la fortaleza bizantina de Teodosiópolis. Según Procopio de Cesarea, su ejército estaba compuesto en su mayoría de reclutas armenios y sunitas del norte del Cáucaso, además de 3.000 sabires. Los comandantes bizantinos eran Sitas, que acababa de ser promovido de magister militum por Armenia a magister militum praesentalis, y el magister militum Doroteo. Tan pronto como la noticia de los preparativos en curso persas les llegó, enviaron a dos de sus guardias para espiarlos. Uno fue capturado, pero el otro regresó con información que permitió a los bizantinos lanzar un ataque por sorpresa al campamento persa. El ejército persa fue dispersado con algunas pérdidas y, después de saquear su campamento, los bizantinos volvieron a su base.

## La batalla
Una vez que Merméroes había terminado el reunir de su ejército, invadió el territorio bizantino. Sin pasar por Teodosiópolis, se dirigió a Satala y estableció su campamento a cierta distancia de las murallas de la ciudad. Según Procopio, las fuerzas bizantinas eran alrededor de la mitad que los persas. Sitas, con un destacamento de 1.000 hombres, ocupó las colinas alrededor de la ciudad, mientras que el grueso del ejército bizantino permaneció bajo el mando de Doroteo dentro de los muros.
Al día siguiente, los persas avanzaron y comenzaron a rodear la ciudad, preparándose para un asedio. En este punto, Sitas y su destacamento salieron de las colinas. Los persas, confundidos por la acción y por el polvo que encubría el lugar, creyeron que se trataba del grueso del ejército bizantino y formaron rápidamente sus fuerzas para hacerles frente. Doroteo luego llevó a sus propios hombres para atacar la retaguardia persa. A pesar de su mala posición táctica y atacado por dos frentes, el ejército persa resistió eficazmente, debido al mayor número de sus fuerzas. En un momento dado, Florencio el Tracio, un comandante bizantino, cargó junto a su unidad hacia el centro persa y logró capturar el estandarte de batalla de Merméroes. A pesar de que fue muerto poco después, la pérdida de la bandera causó pánico entre las filas persas. Su ejército comenzó a retirarse hacia su campamento, abandonando el campo de batalla.

## Consecuencias
Al día siguiente, los persas se marcharon y regresaron a la Armenia persa, sin ser molestados por los bizantinos, que estaban satisfechos con su victoria sobre una fuerza mucho más grande. Esta victoria fue un gran éxito para Bizancio, y fue seguido por el cambio de bando de los jefes armenios al Imperio (los hermanos Narsés, Aratius e Isaac), así también como por la captura o entrega de un conjunto de fortalezas importantes, como Bolum y Pharangium. Las negociaciones entre Persia y Bizancio se reanudaron después de la batalla, pero fueron infructuosas, y en la primavera de 531 reanudaron la guerra, con la campaña que llevó a la batalla de Calinico.

### Citas
1. ↑  Greatrex y Lieu, 2002, pp. 88–91.
2. ↑  Procopius. Persian War, I.XV.1–2.
3. ↑  Procopius. Persian War, I.XV.3–8.
4. 1 2  Greatrex y Lieu, 2002, p. 91.
5. ↑  Procopius. Persian War, I.XV.9–11.
6. ↑  Procopius. Persian War, I.XV.10–13.
7. ↑  Procopius. Persian War, I.XV.14–16.
8. ↑  Greatrex y Lieu, 2002, pp. 91–92.